# Dovadola
Dovadola là một đô thị ở tỉnh Forlì-Cesena trong vùng Emilia-Romagna, có cự ly khoảng 60 km về phía đông nam của Bologna và khoảng 20 km về phía tây namcủa Forlì. Tại thời điểm ngày 31 tháng 12 năm 2004, đô thị này có dân số 1.691 người và diện tích là 38,8 km².
Dovadola giáp các đô thị: Castrocaro Terme e Terra del Sole, Modigliana, Predappio, Rocca San Casciano.